# Festival Cultura Urbana
Cultura Urbana fue un festival de Hip Hop en España el cual era realizado en Madrid, invitando a importantes MCs, DJs, Breakers y Graffiteros tanto españoles como internacionales.

## 2005
La primera edición tuvo lugar en mayo de 2005, ha conseguido atraer la atención de público, artistas nacionales e internacionales, instituciones, marcas patrocinadoras y prensa europea. Se desarrolló en las instalaciones de Matadero Madrid, y tuvo la asistencia de más de 20.000 espectadores en las instalaciones de los antiguos Mataderos de Madrid y alrededor de 1000 asistentes al I Ciclo de Cine Documental "Cultura Urbana".
Artistas invitados:
- Juaninacka
- Falsalarma
- Violadores del Verso
- El Chojín
- La Mala Rodríguez
- SFDK

## 2006
La actividad se dividió en 4 escenarios (3 por día) Escenario Cultura Urbana, Escenario Funk & RnB, Escenario Ecko & Hip Hop Nation y el Escenario Reggae & Dancehall. Este año se vio un gran avance en cuanto artistas invitados, y contó con la asistencia de más de 30.000 espectadores en dos días de festival, 900 espectadores en el II Ciclo de Cine Documental, 120 artistas y grupos musicales, 500 medios acreditados. También inauguró la semifinal de la Red Bull Batalla de los Gallos de Madrid, la inauguración del 1ª Eastpak Breakdance Battle, los Talleres de Creación 'Cultura Urbana', el I Concurso de Urban Art "Cultura Urbana" y la creación del Premio del Público al Mejor Documental (dentro del Ciclo de Cine Documental "Cultura Urbana").
Artistas invitados:
Escenario Cultura Urbana
- Nach
- Violadores del Verso
- Hablando en plata
- Arianna Puello
- Zenit
- Tremendo
- Xhelazz
- Gamberros All Star
- Mitsuruggy
- Subsuelo
- Black Bee
- IAM
- Psy 4 De La Rime
- Chiens De Paille
- Veust Lyricist
- L Algerino
- Bouga
- Said
- Tote King
- SFDK
- Falsalarma
- Frank T
- Arma Blanca
- Kultama
- Dogma Crew
- Elphomega
- Tone

Escenario Funk & RnB
- Breakestra
- Celofunk
- Sweet Vandals
- Aqeel
- Javi Pez Orquesta
- Flavio Rodríguez
- Ikah

Escenario Ecko & Hip Hop Nation
- Acción Sanchéz
- Cultsound DJS
- DJVu
- Científico
- Delise
- Sop21
- Mweslee
- KS Sound System
- Jota Mayúscula con El Rimadero
- R de Rumba
- DJ Bordallo
- Soylent
- D.Uni:Son
- Strand+Tres
- DJ Pacool
- DJ Phet
- DJ Carlos Pareja

Escenario Reggae & Dancehall
- Anthony B
- Cañaman
- Soul Jazz Sound System
- Chulitp Camacho
- Mr. Rango
- Kamikaze
- Lady Yaco
- Newton
- Kaloncha Sound

## 2007
Esta edición, en mayo de 2007, supuso la consolidación definitiva del festival en la liga de grandes eventos outdoor, con la programación de más de 100 grupos y artistas y la asistencia de 33.000 espectadores. Se realizó en el Parque de Juan Carlos I. Por primera vez contó con reconocidos MCs estadounidenses como lo son Redman y Ja Rule (Nas también había estado en el cartel pero al final no pudo asistir). El evento tuvo 4 escenario al igual que el año anterior, en esta ocasión eran el Escenario Heineken, Escenario Sennheiser Reggae, Escenario Ecko & Hip Hop Nation y el escenario Escenario Sennheiser Urban.
Artistas invitados:
- Redman
- Ja Rule
- Violadores del Verso
- Tote King
- SFDK
- Booba
- La Mala Rodríguez

## 2008
Se desarrolló en el municipio madrileño de San Sebastián de los Reyes, con actuaciones de hip hop, reggae, sesiones de dj‟s, urban art, Eastpak Brakdance Battle, Red Bull Batalla de Gallos, y zonas de stands, en 3 escenarios y contó con la asistencia de 15.000 asistentes diarios en el Parque de la Marina de San Sebastián de los Reyes, se confirmó de esta manera el éxito del festival y situándose en una de las mayores citas de Hip Hop en el ámbito europeo.
Artistas Invitados:
- Talib Kweli
- Violadores del Verso
- Nach
- Falsalarma
- Xhellazz
- Shotta
- Arianna Puello
- Dogma Crew
- EPDM
- Elphomega
- Morodo
- Iam
- Immortal Technique
- Duo Kie
- Darmo
- El Matador

## 2009
El festival cultura urbana 2009 se realizó en el recinto de casa de campo Telefónica Arena Madrid (actual campo, del Estudiantes de la liga ACB. Se realizó en un solo día, 18 horas seguidas, de 12 de la mañana hasta 6 de la madrugada y se realizaron exhibiciones de skate, BMX y Freestyle, así como la exhibición en directo de arte urbano con algunos de los máximos representantes de EE. UU., Brasil y España. . Se repartió simultáneamente en 4 escenarios: El diésel, el urban, el movistar y el escenario Ecko & Hip hop nation, contó con la asistencia de 15.000 personas en un solo día.
Artistas invitados:
- Xzibit
- Common
- Dizzee Rascal
- Sefyu
- Tote King
- Nach
- Juaninacka
- Duo Kie
- L.E. Flaco
- Hablando En Plata
- Rapsusklei
- Hermano L
- Dogma Crew
- Artes
- A3Bandas
- Hermanos Herméticos